# جنگل کهن‌رشد

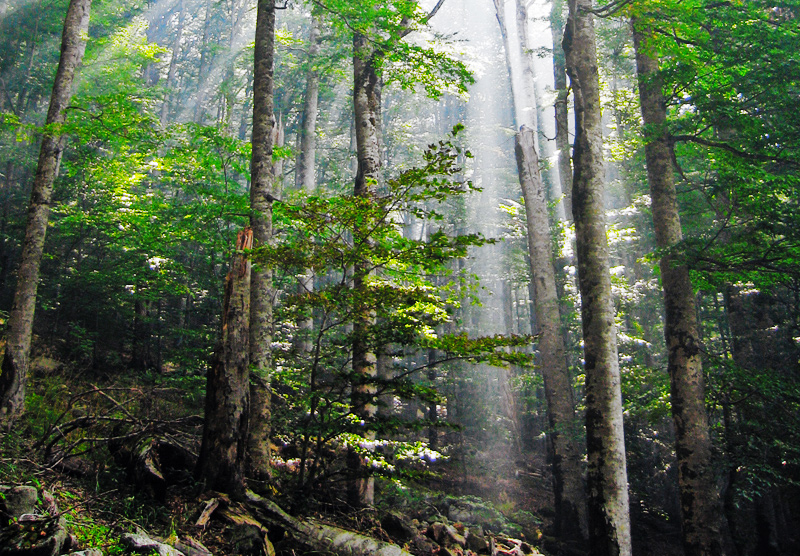
جنگل راش اروپایی کهن‌رشد در پارک ملی Biogradska Gora، مونته‌نگرو

یک جنگل کهن‌رشد یا جنگل کهن‌رُست (Old-growth forest)- که به آن جنگل بکر یا دست‌نخورده (Intact forest)، جنگل آغازین (Primeval forest)، جنگل نخستین (Primary forest)، جنگل نخستین‌رشد (First-growth forest) یا جنگل سری دیررس (Late seral forest) نیز گفته می‌شود - جنگلی است که بدون مزاحمت قابل توجهی به سن بالایی رسیده‌است و در نتیجه ویژگی‌های بوم‌شناختی منحصر به‌فردی را نشان می‌دهد و ممکن است به عنوان جامعه اوج طبقه‌بندی شود. سازمان خواربار و کشاورزی ملل متحد، جنگل‌های نخستین را به‌عنوان جنگل‌های بازآفرینی شده طبیعی از گونه‌های درختی بومی تعریف می‌کند که در آن نشانه‌های آشکاری از فعالیت‌های انسانی وجود ندارد و فرآیندهای بوم‌شناختی به‌طور چشمگیری خراب نمی‌شوند. بیش از یک سوم (۳۴ درصد) جنگل‌های جهان را جنگل‌های اولیه تشکیل می‌دهند. ویژگی‌های کهن‌رشد دربر گبرندهٔ ساختارهای متنوع مرتبط با درخت است که زیستگاه حیات وحش متنوعی را فراهم می‌کند تا تنوع زیستی بوم‌سازگان جنگلی را افزایش دهد. جنگل‌های بکر، جنگل‌های کهنی هستند که هیچ‌گاه از حالت درختی خارج نشده‌اند. مفهوم ساختار درختی متنوع شامل تاج‌پوشش‌های چند لایه و شکاف‌های تاج‌پوش، ارتفاع و قطر تنه درختان بسیار متفاوت است، و گونه‌های درختی متنوع و در طبقات و اندازه‌های مختلف بقایای چوبی دارد.

## نگارخانه

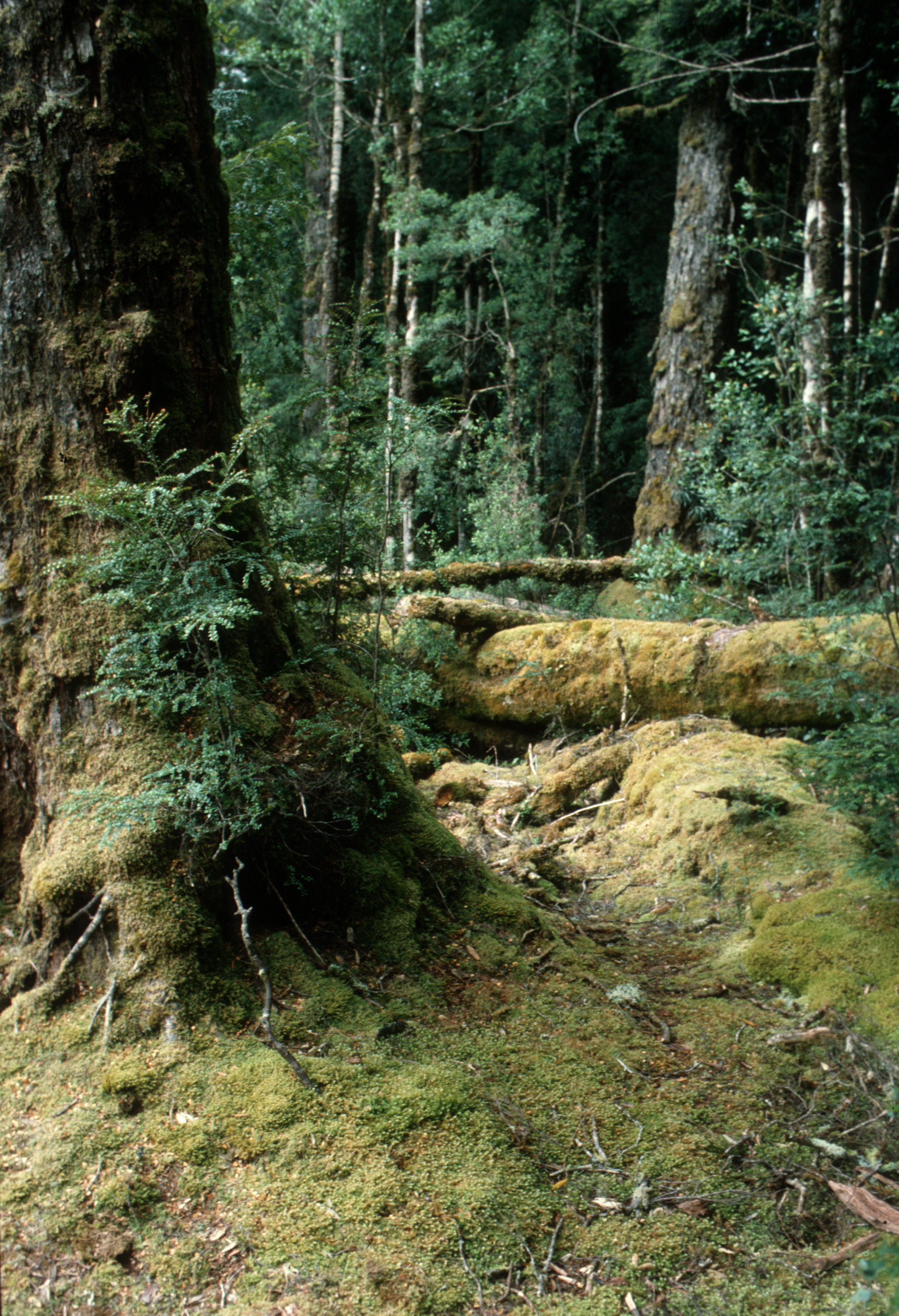
جنگل بارانی معتدل خنک در تاسمانی، استرالیا
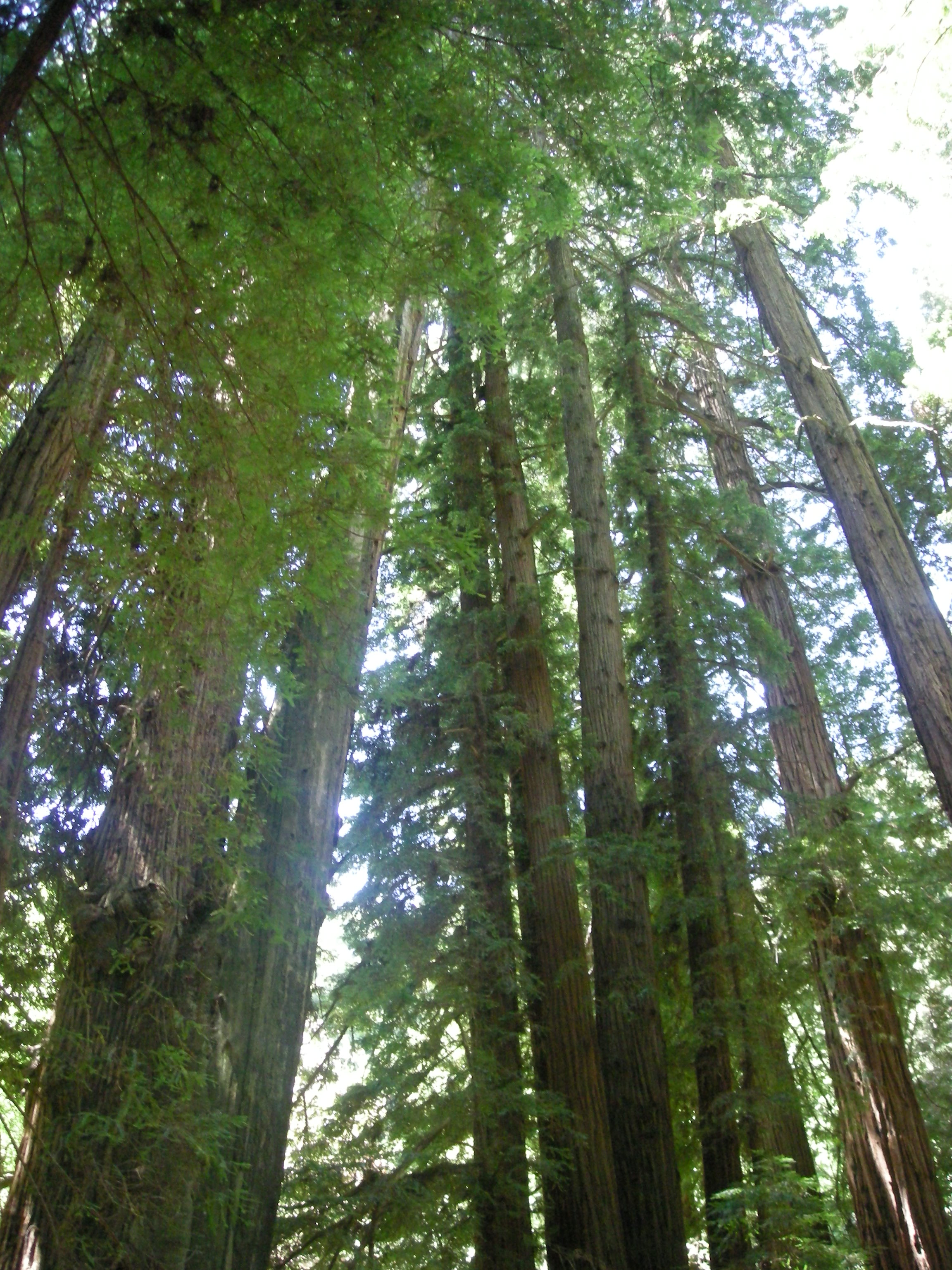
سکویای همیشه‌سبز ساحلی در جنگل کهن‌رشد در اثر ملی مویر وودز، شهرستان مارین، کالیفرنیا
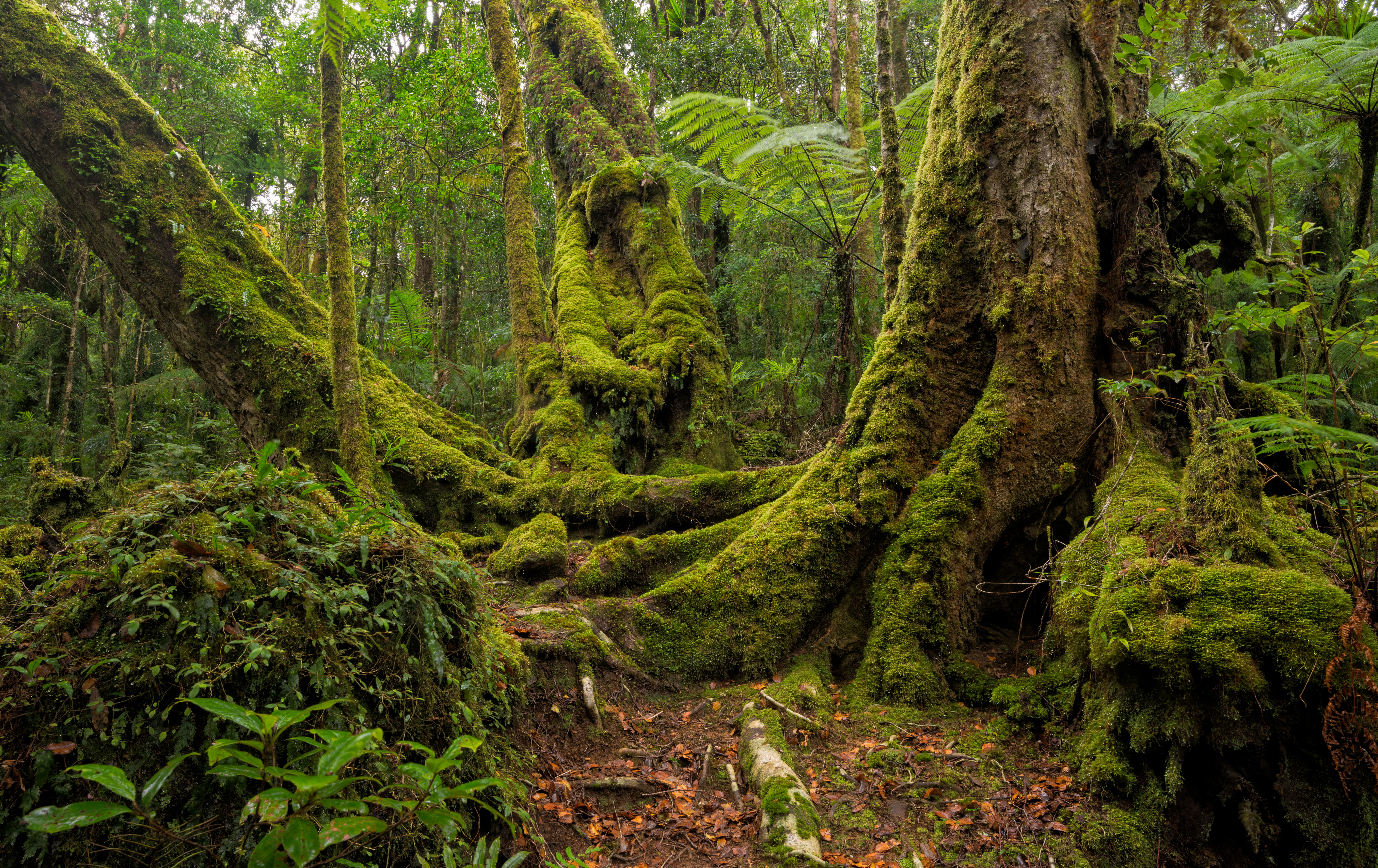
راش جنوبگان کهن‌رشد در پارک ملی لامینگتون، کوئینزلند، استرالیا
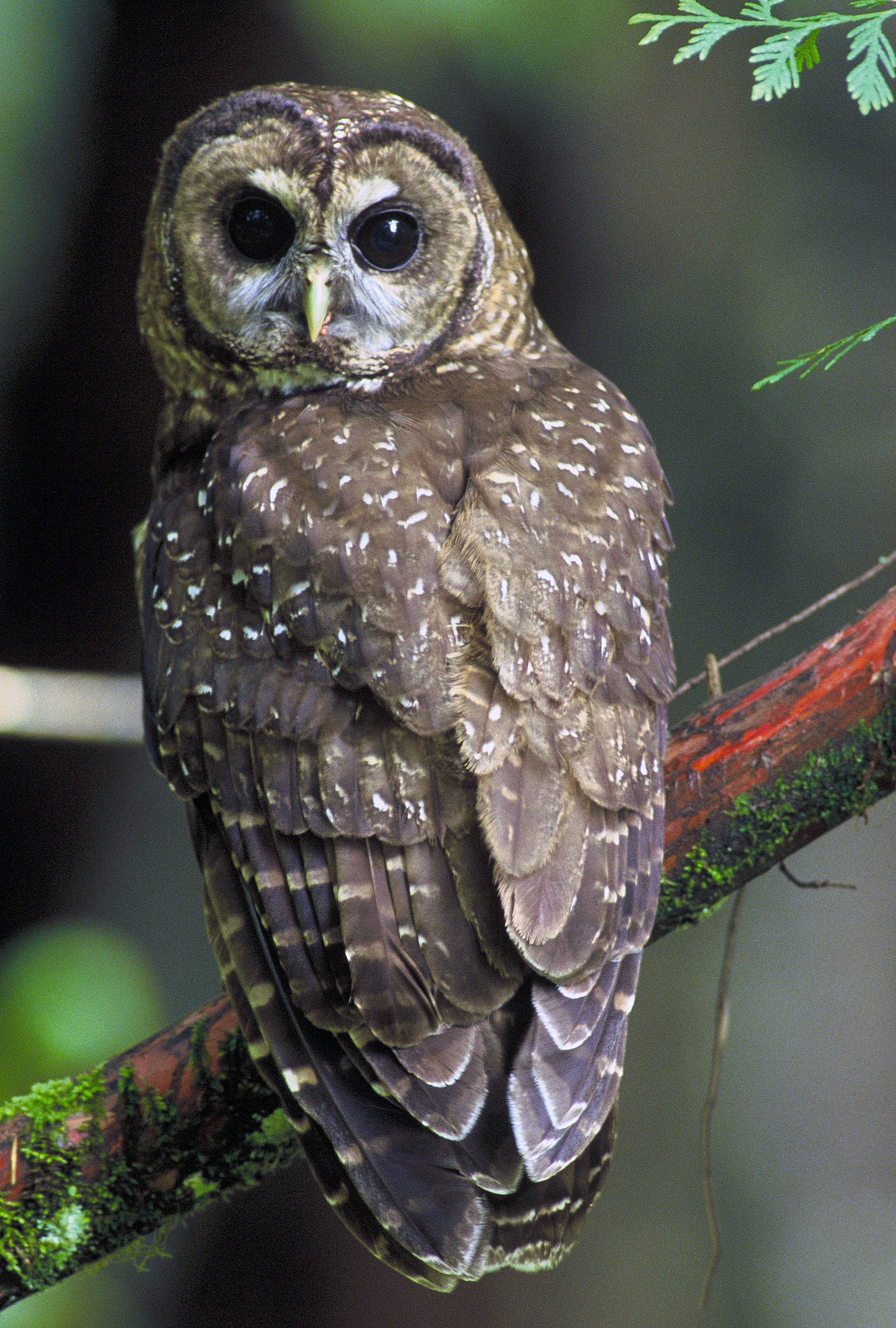
جغد خالدار شمالی عمدتاً در جنگل‌های کهن‌رشد شمالی محدوده خود (کانادا تا جنوب اورگن) و چشم‌اندازهایی با ترکیبی از انواع جنگل‌های کهن و جوان‌تر در بخش جنوبی محدوده خود (منطقه کلامات و کالیفرنیا) زندگی می‌کند.
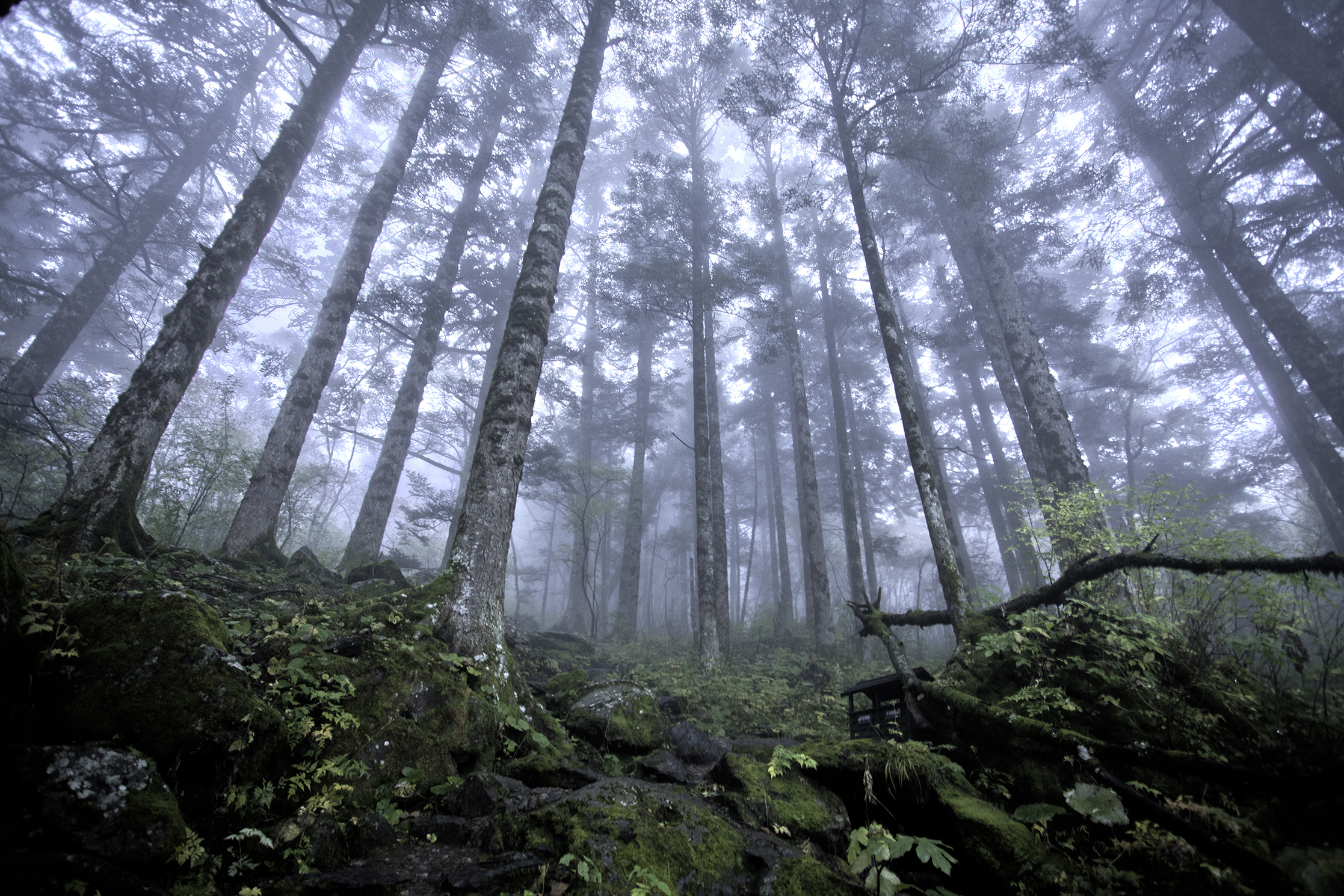
جنگل بکر در حدود ۲۵۰۰ متر بالاتر از سطح دریا در منطقه جنگلداری Shennongjia، هوبی، چین
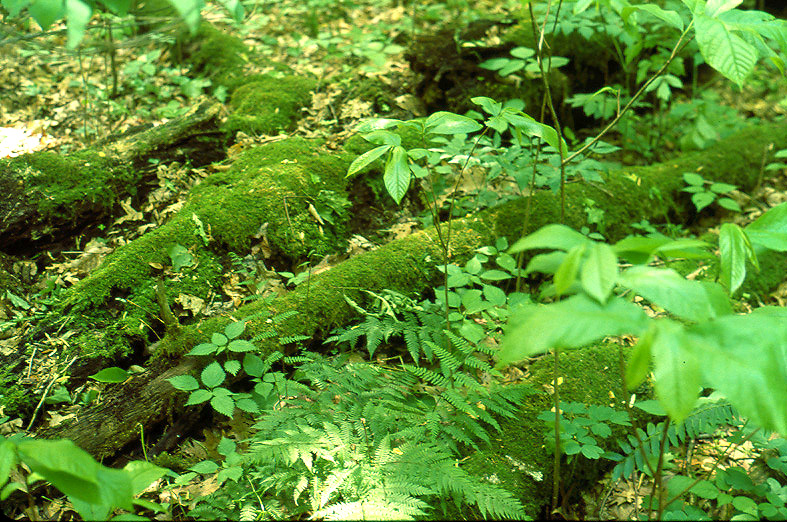
درختان افتاده با پوسیده‌شدن خاک سطحی را پر می‌کند.
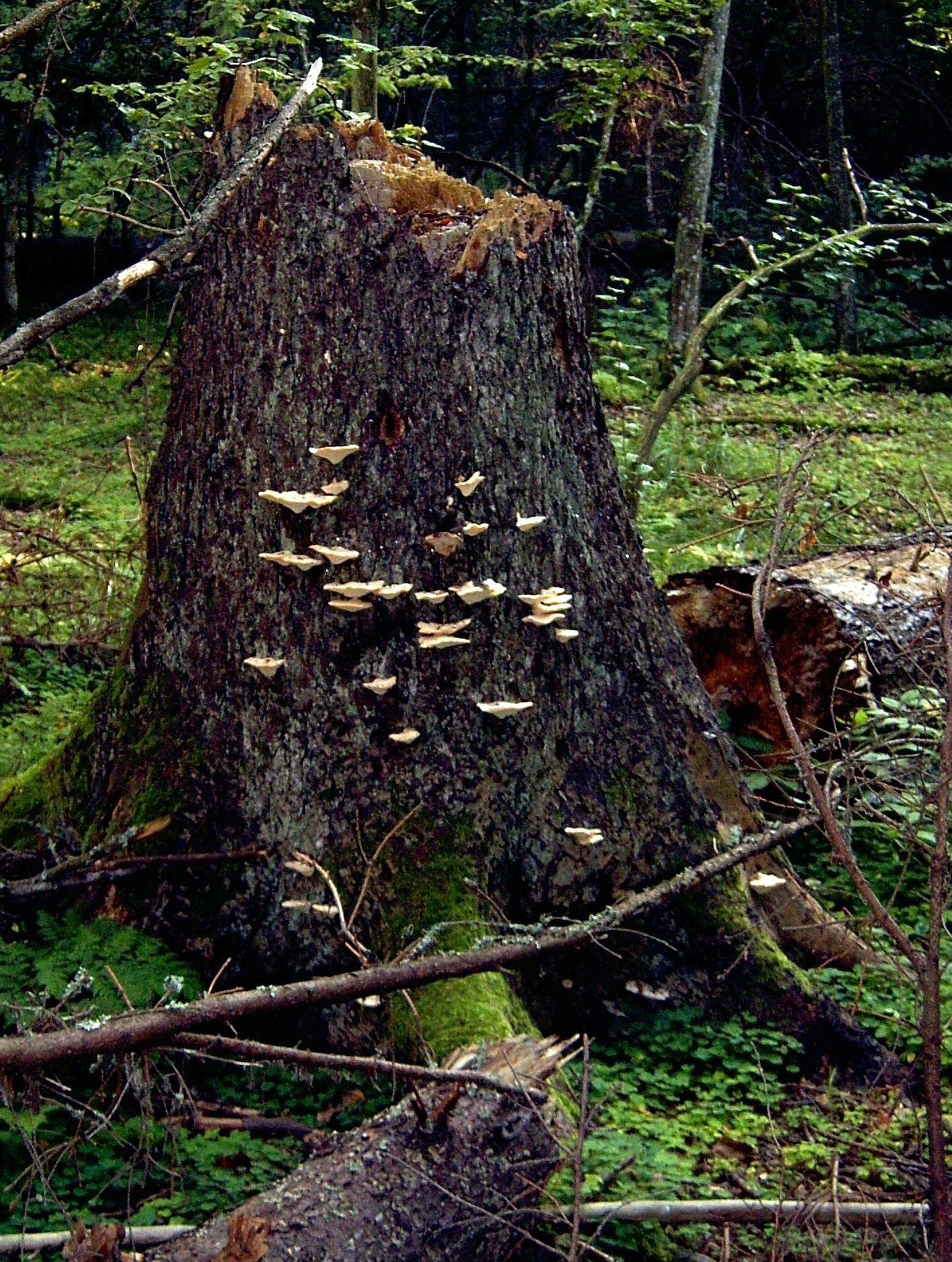
قارچ Climacocystis borealis روی یک کنده درخت در جنگل بیاوویسکا، یکی از آخرین جنگل‌های بکر و تا اندازه زیادی دست‌نخورده در اروپای مرکزی
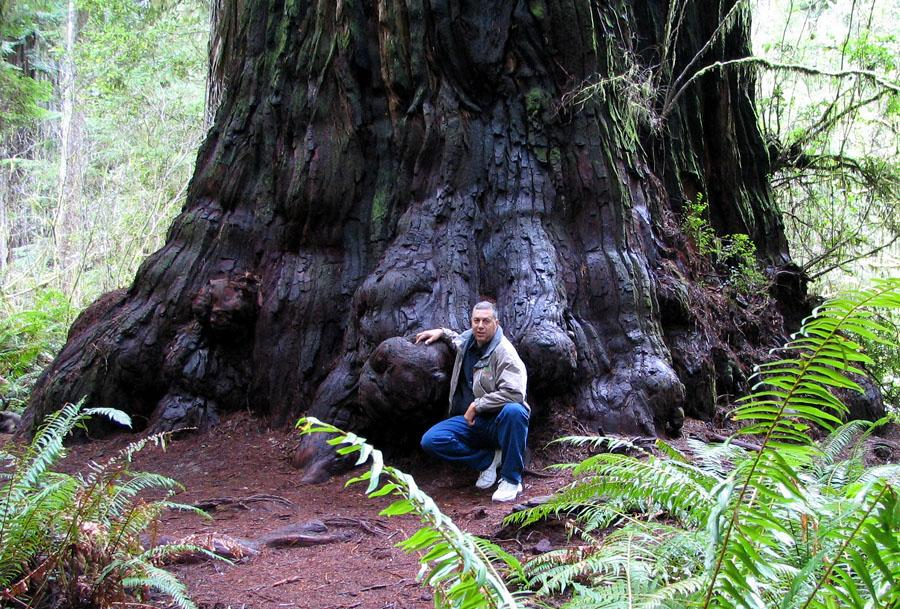
درخت سرخ‌چوب در جنگل سرخ‌چوب کالیفرنیا در شمال: به گفته سازمان پارک‌های ملی، «۹۶ درصد از درختان سرخ‌چوب ساحلی کهن‌رشد، قطع شده‌اند».
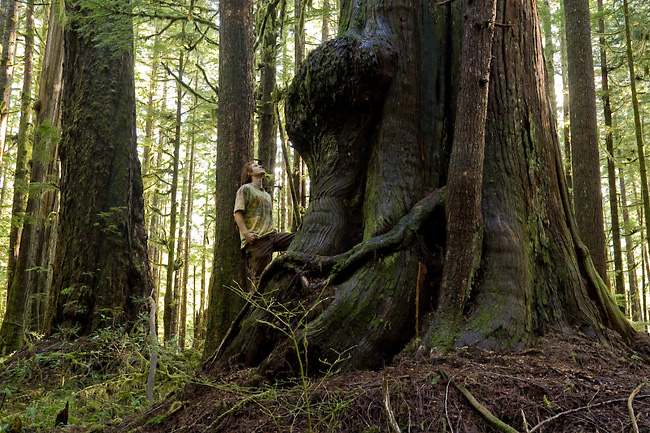
بیشه آواتار در نزدیکی بندر رنفرو، بریتیش کلمبیا: صنوبرهای غول‌پیکر داگلاس (سمت چپ) و نوش‌های غربی (راست) بیشه را پر می‌کنند.
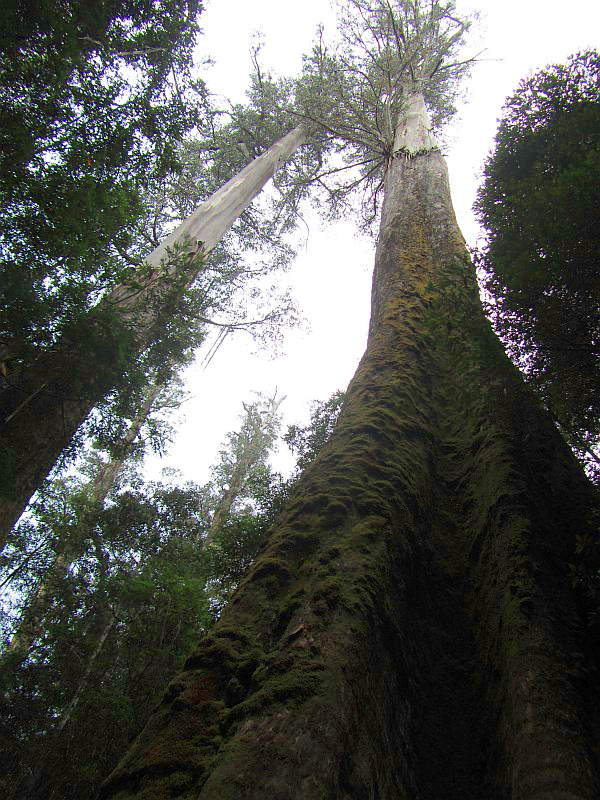
جنگل اکالیپتوس regnans در تاسمانی، استرالیا
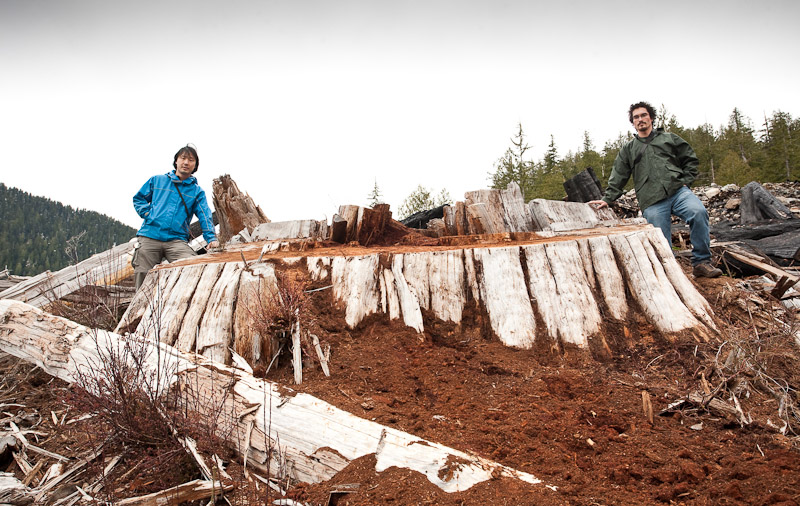
کنده نوش غربی کهن در نزدیکی بندر رنفرو، بریتیش کلمبیا
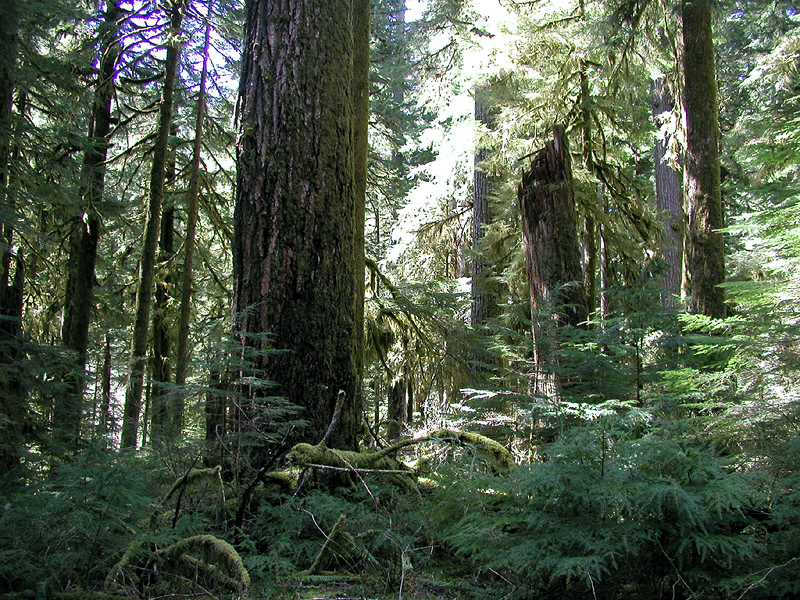
جنگل کهن‌رشد در وحشی اوپال کریک، یک منطقه بیابانی واقع در جنگل ملی ویلامت در ایالت اورگن ایالات متحده، در مرز جنگل ملی کوه هود. بزرگترین حوضه آبریز قطع‌نشده در اورگن را دارد.